# Josep Ballester i Roca
Josep Ballester i Roca (Alcira, 1961) es un poeta y filólogo español en lengua catalana.
Ballester es profesor de bachillerato y de literatura contemporánea en la Universidad de Valencia, vicepresidente de la Associació d'Escriptors en Llengua Catalana (Asociación de escritores en lengua catalana) y miembro de la Associació de Joves Escriptors en Llengua Catalana (Asociación de jóvenes escritores en lengua catalana), Associació Internacional de Llengua i Literatura Catalanes (Asociación internacional de lengua y literatura catalanas), North American Catalan Society (Sociedad catalana-norteamericana) y del PEN catalán, sección catalana del PEN club internacional. Ha sido colaborador de las publicaciones El Temps, Reduccions, La Rella, Avui, Levante, Canal 9, Aiguadolç, Revista de Catalunya, L'Illa, Revista de Lletres, Daina, Serra d'Or y El País. En 1996 fue galardonado con el Premi Vicent Andrés Estellés de poesía y en 2008 con el Premi Ciutat d' Alzira de novela.

## Obra

### Investigación y divulgación
- Temps de Quarantena: cultura i societat a la postguerra, 1992

### Narrativa
- L'estrella dansarina., 1989
- La princesa Neus, 1999

### Novela
- La mirada de Xahrazad, 2006
- El col·leccionista de fades, 2008 (XX Premio de Novela Ciudad de Alcira)

### Poesía
- Passadís voraç de silenci, 1985
- Foc al celler, 1988
- Oasi, 1989
- Tatuatge, 1989
- Tàlem, 1992
- L'holandès errant, 1994
- La mar, 1997
- Els ulls al cel i l'ànima al mar, 2004
- L'odi, 2005
- Les muses inquietants. Antologia 1982-2006, 2007
- Diversos i dispersos versos conversos i perversos dels universos, 2013

### Ensayo
- Joan Fuster : una aventura lírica., 1990

- La poesia catalana de postguerra al País Valencià, 1995
- L'agitació de l'escriptura. Itineraris entre la vida i l'obra de Joan Fuster, 2009